# Mère et Fille : California Dream
 (février 2016).
Si vous disposez d'ouvrages ou d'articles de référence ou si vous connaissez des sites web de qualité traitant du thème abordé ici, merci de compléter l'article en donnant les références utiles à sa vérifiabilité et en les liant à la section « Notes et références ».
Pour plus de détails, voir Fiche technique et Distribution.
Mère et Fille : California Dream, est un téléfilm créé par Stéphane Marelli qui est inspiré de la série Mère et Fille. Il s'agit du premier Disney Channel Original Movie français.
Il est diffusé pour la première fois le vendredi 5 février 2016, sur Disney Channel France.

## Résumé
Barbara (Lubna Gourion) a été sélectionné pour un concours de stylisme international, le Word Fashion Summer Dress et doit se rendre à Los Angeles pour présenter la dernière robe qu'elle a confectionnée. S'engage alors pour Barbara et Isabelle (Isabelle Desplantes) un road trip incroyable en direction de la cité des Anges. Entre une crevaison dans la désert, une nuit digne d'un film d'horreur ou encore une course poursuite avec un ours, leur parcours est semé d'embûches. Le rêve californien n'est pas de tout repos...

## Distribution
- Isabelle Desplantes : Isabelle Marteau
- Lubna Gourion : Barbara Marteau
- Arthur Jacquin : Gaël
- Clara Leroux : Léa
- Romain Arnolin : Hugo
- Grégory Le Moigne : Laurent Marteau
- Laura Marano (VFB : Séverine Cayron) : elle-même
- Romuald Boulanger : Animateur
- Maëlise Berdat : Assistante de M. Auquet
- Jeff Torres (VF : Nicolas Van Bereven) : Officier Johnson
- Andrea Convonton (VF : Emmanuelle Bouaziz) : Officier Carvano
- Lisa Linke Melissa (VF : Dorothée Pousséo) : Melissa McCougan
- Jose Lambert (VF : Guillaume Denaiffe) :  M. McCougan
- Tezz Yancey (VF : Hervé Rey) : Tony Tony
- Lilian Solange (VF : Marie-Ange Casalta) : Sigbritt Edvadrsson
- Jordy Altman (VF : Stéphane Di Spirito) : Philippo Filippo Petipato
- Neraida Bega : Oxana

## Diffusion
| Pays | Chaine                              | Première diffusion | Titre du Film                                                        | Sources |
| --- | ----------------------------------- | ------------------ | -------------------------------------------------------------------- | ------- |
| France | Disney Channel France               | 5 février 2016     | Mère et Fille : California Dream                                     | [ 1 ]   |
| Italie | Disney Channel Italie               | 11 juin 2016       | Mamma e figlia: California Dream                                     | [ 2 ]   |
| Pays-Bas Belqique | Disney Channel Pays-Bas et Belgique | 2 juillet 2016     | Moeder en Dochter: California Dream Mère et Fille : California Dream | [ 3 ]   |
| Allemagne | Disney Channel Allemagne            | 16 juillet 2016    | Maman & Ich: California Dream                                        | [ 4 ]   |
| Pologne | Disney Channel Pologne              | 23 juillet 2016    | Matka i córka: Podróż do marzeń                                      | [ 5 ]   |
| Roumanie | Disney Channel Roumanie             | 30 juillet 2016    | Mamă și fiică: Aventuri în California                                | [ 6 ]   |
| Bulgarie | Disney Channel Bulgarie             | 30 juillet 2016    | Майка и Дъщеря: Калифорнийска Мечта                                  | [ 7 ]   |
| Hongrie | Disney Channel Hongrie              | 30 juillet 2016    | Anya és lánya: Kaliforniai kaland                                    | [ 8 ]   |
| Tchéquie Slovaquie | Disney Channel République tchèque   | 30 juillet 2016    | Máma a já: Kalifornský sen                                           | [ 9 ]   |
| Argentine Bolivie Chili Colombie Cuba Costa Rica Équateur Salvador Guatemala Haïti Honduras Nicaragua Mexique Panama Paraguay Pérou République dominicaine Uruguay Venezuela | Disney Channel Amérique latine      | 19 mars 2017       | Madre e hija: Sueño de California                                    | [ 10 ]  |
| Brésil | Disney Channel Brésil               | 19 mars 2017       | Mãe e Filha - Sonhos na Califórnia                                   | [ 11 ]  |

## Lieux de tournages
- Paris
- Dallas
- Los Angeles